# 粗壮小野芝麻
粗壮小野芝麻（学名：Galeobdolon chinense var. robustum）为唇形科小野芝麻属下的一个变种。